# 나가스네히코
나가스네히코(일본어: 長髄彦)는 일본 신화의 신이다.

## 개요
"고사기"에서는 나카스네히코(那賀須泥毘古)로 표기되고 또 토미노나카스네히코(登美能那賀須泥毘古), 토미비코(登美毘古)이라고도 불린다. 진무 동정 장면, 야마토 지방에서 동정에 저항한 호족의 장으로서 그려져 있는 인물. 아비 히코이라는 형제가 있다고 한다.
요속일 생명의 손에 의해 살해된 혹은 실각 후에 자리에 머무르다 사망했다고도 하지만 동정 전에 정정 불안에서 태양에 대해 활을 당기다 산을 제사 지내는 일을 했다는 동정에 간여했을 가능성도 감지케 하는 자리의 후보지의 전승, 스스로를 후손이라고 주장해 야오이 씨의 자사했다는 설도 있다.
구첨 시모 고리 조패 향(현 이코마 시 북부·나라 시 도미오 지방)부근, 혹은 사쿠라이 시 부근에 세력을 가진 호족이란 설도 있으며 오랜 골수는 기키에서는 읍의 이름이라고 한다.

## 신화속 내용
토미 밤 비매(토미야히메), 3취옥 여성의 미칭(미카시키야히메)라고도 한다 자신의 여동생을 하늘의 반주에서 이칼의 미네 흰색 니와야 마에 강림한 요속일 생명(니기하야히노 미코토)의 아내로서, 모시게 된다. 중세, 전국의 무장 야마가타의 오다인 나 센다이의 다테가가 장수언의 후손으로 알려져 있다. 진무 천황이 나니와국 청운의 백견 나루에 도착한 후, 공 사위 고개에서 요격하다, 이 때 전투에서 천황의 형 오뢰 목숨은 화살에 맞아 부상하고 나중에 사망했다.
그 후 팔십 효수와 형 시키를 갚은 황 군과 다시 싸우게 된다. 이때 금빛 소리개가 날아와 진무 천황의 궁미에 그쳐 장수언의 군은 눈이 뒤집히고, 싸우지 못한다. 장수언은 진무 천황에 "옛날 하늘의 신의 아이가 하늘의 바위선을 타고 내려왔다. 이름을 즐옥 요속일 목숨이라는. 나의 동생 세 취옥 여성의 미칭을 짝을 지어, 카미 진정원이라고 하는 아이도 태어났다. 고로 나는 요속일 목숨을 너로 모시고 있다. 하늘의 신의 아이가 어떻게 두 사람 있는가. 왜 하늘의 신의 아이라고 칭하고 남의 땅을 뺏으려 하는가"와 그 의심을 말했다. 천황은 하늘의 신의 아들인 증거로서 하늘의 우우 화살, 발 인을 보여 장수언은 두려워하는 거북하고 딱딱한지만 개심하지는 않았다. 그래서 사이를 주선하는 것이 무리라고 알게 된 요속일 생명(니기하야히노 미코토)에 살해당했다